# Kościół Wniebowzięcia Najświętszej Maryi Panny w Lewinie Brzeskim
Kościół Wniebowzięcia Najświętszej Maryi Panny – katolicki kościół parafialny znajdujący się w Lewinie Brzeskim przy Alei Wojska Polskiego. Funkcjonuje przy nim parafia Wniebowzięcia Najświętszej Maryi Panny należąca do dekanatu Brzeg południe w archidiecezji wrocławskiej.

## Historia
Kościół zbudowano w latach 1903-1904 w stylu neoromańskim, za czasów proboszcza Josepha Bennera. Projektantem obiektu był Ludwig Schneider, a autorem wyposażenia wnętrza Herrmann Kügler.

## Wyposażenie
We wnętrzu stoi XVII-wieczny kamienny ołtarz wykonany z piaskowca ze scenami ukrzyżowania.

## Otoczenie
Przy świątyni stoją: pomnik Jana Pawła II i krzyż kamienny z 1879 (niemieckojęzyczny). Na murze wisi płyta upamiętniająca żołnierzy podziemia niepodległościowego z lat 1939-1956: lokalną antykomunistyczną organizację "Podziemny Orzeł Wolności", podpułkownika Alojzego Józekowskiego (Cichociemnego z Lewina Brzeskiego, 1920-2014) i podporucznika Kazimierza Niepla (1922-1968, również Cichociemnego, zmarłego w Lewinie). Płytę, którą zdobi cytat ze Zbigniewa Herberta, ufundowano w 2014 ze zbiórki zorganizowanej przez Fundację Kazimierza Wielkiego z Lublina.

## Galeria

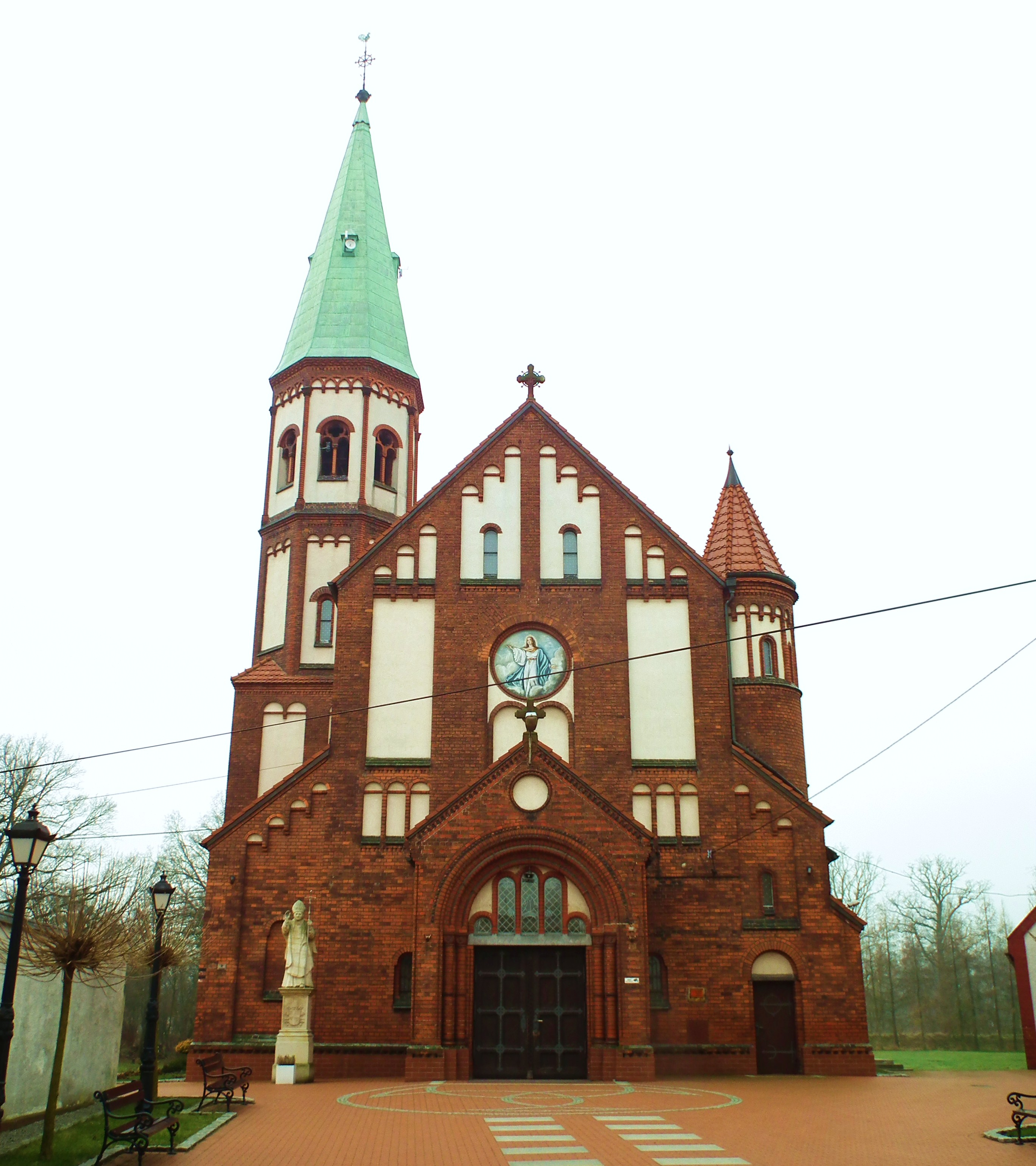
Fasada czołowa
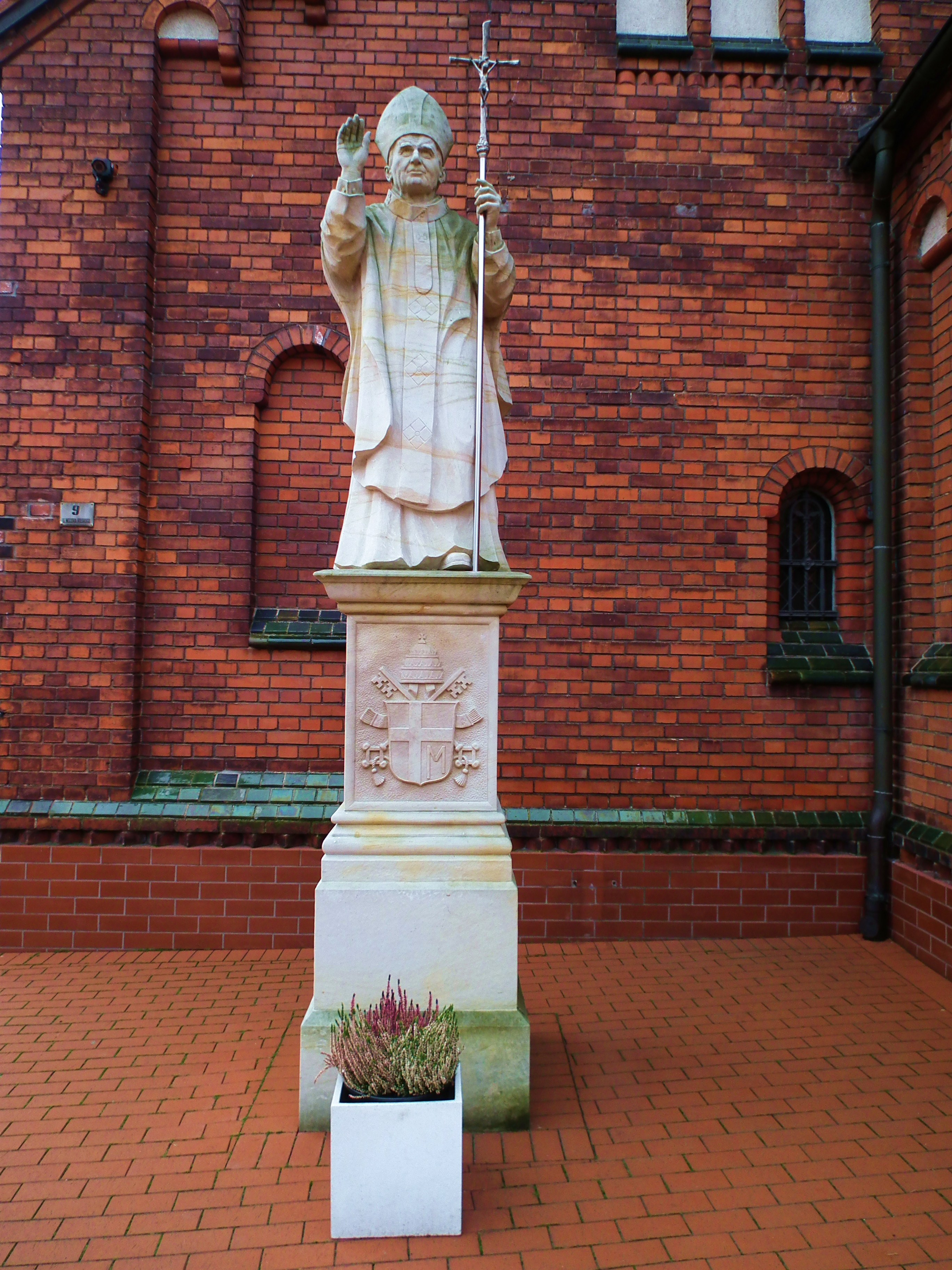
Pomnik papieski
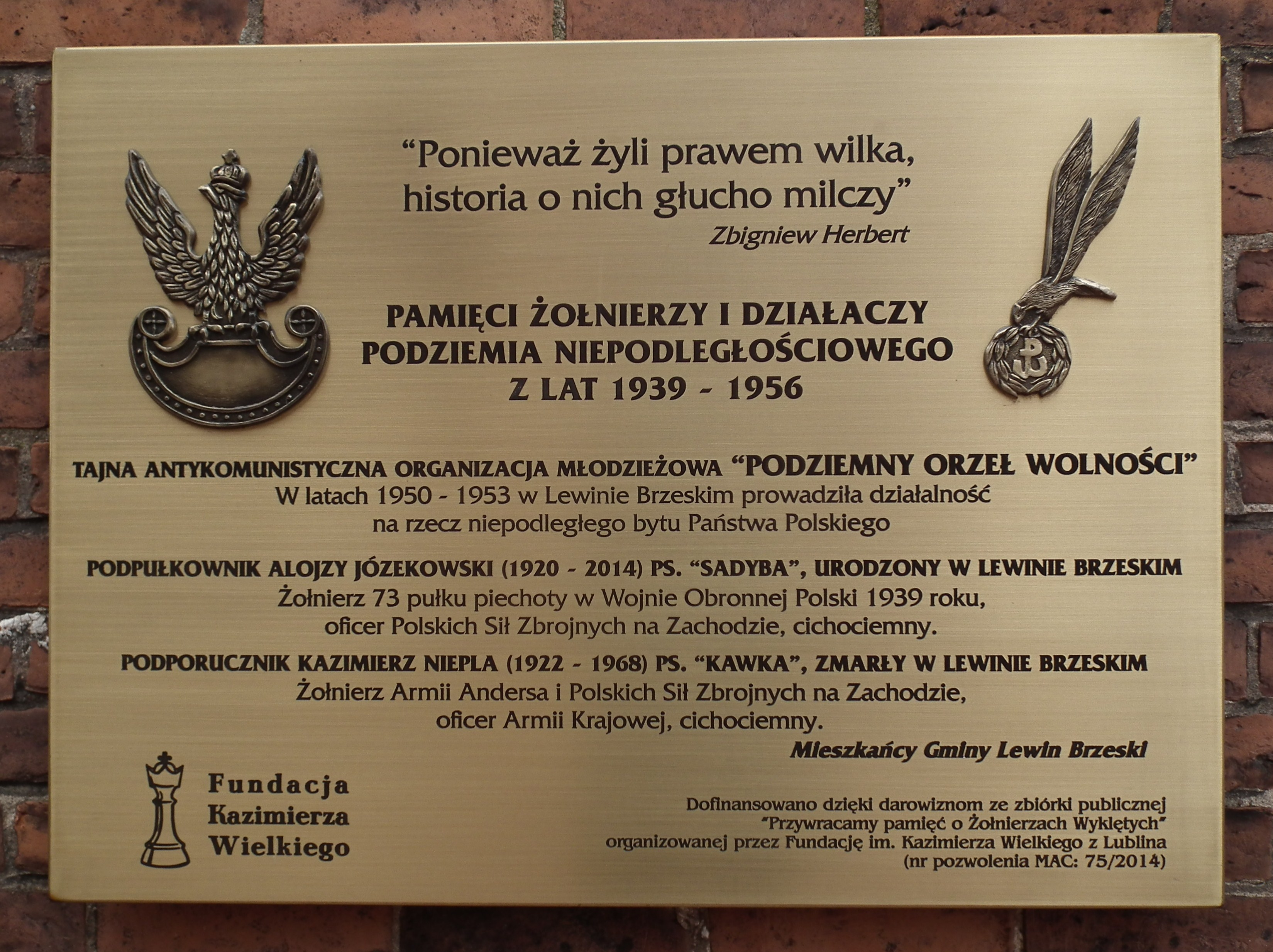
Tablica pamiątkowa